# Stævningsskov
Stævningsskov er en del af det gamle kulturlandskab, som eksisterede fra Vikingetiden og frem til mekaniseringen af landbruget omkring 1950. Det er en naturtype, der opstår ved en systematisk og meget bevidst skovpleje, men som afviger stærkt fra højskov, som var kongernes og adelens jagt- og tømmerskov. Stævningsskove er kendetegnet ved at være meget artsrige, i gennemsnit findes der i Fyns stævningsskove, der dækker i alt 335 ha (1989), ca. 15 forskellige træarter pr. stævningsskov.
Stævningsskov kaldes også gærdselsskov, hegningsskov, kratskov, skovhave og stubhave. 

## Historie
Stævningsskoven er den tidligste kendte form for skovdrift i Danmark. Den kan spores tilbage til stenalderen i Danmark og i andre dele af Europa endnu længere tilbage.
Denne skovtype opstod i forbindelse med bøndernes behov for hegn, brændsel, græsning til husdyrene, stolper, pæle, ris osv. Herremændene havde brugsretten over overskoven, mens bønderne måtte nøjes med hvad de kunne finde i lavskoven. Stævningsskovene var en smart løsning for bønderne, da denne skovtype aldrig udviklede egentlig overskov, hvis den blev stævnet regelmæssigt, og de kunne ved denne skovpleje beholde deres ret til at anvende skoven.
Den 27. september 1805 kom Fredskovsforordningen, som skulle sikre skovenes fortsatte beståen. De større skove tilfaldt nu Staten og godsejerne, mens bønderne fik de mindre skove, som blev delt op i små områder, så hver gård i en landsby havde sin andel. Fra midten af 1800-tallet blev brændte sten indført som byggemateriale, og andre teknikker, som f.eks. stendiger og jordvolde, der blev brugt til hegning, begyndte at fortrænge stævningsskovens produkter. Da pigtråden kom frem i 1870, og fossilt brændsel kom til i 1830'erne forsvandt stævningsskovenes betydning, og de har stort set fået lov til at passe sig selv siden. Mange er derved udviklet til højskov, og den unikke bundvegetation er gået tabt. I år 1800 fandtes på Fyn ca. 10.000 ha stævningsskov, så deres areal er svundet betydeligt ind siden.

## Metodik
Stævningsskove er baseret på løvtræers evne til at danne nye skud fra stød eller rod, når træet bliver gnavet over af bævere, eller bliver hugget ned (stævnes) af mennesker. Denne form for drift giver en meget lysåben lavskov med en yderst frodig bundvegetation. For at undgå at stævningsskoven udvikler sig til højskov, med en stor skygning, der ødelægger den frodige bundvegetation, skal stævningsskoven stævnes jævnligt (med ca. 15 – 20 års intervaller). Stævningsskove er derfor normalt flere hundrede år gamle, selvom trævæksten umiddelbart ikke ser ret gammel ud.

## Trusler
De alvorligste trusler mod stævningsskovene er konvertering til nåleskov, eller plantet løvskov og manglende stævning. Dette sker, fordi Fredskovsforordningen ikke beskytter den enkelte skovtype, men kun dikterer, at hvor fredskov fældes skal et tilsvarende areal nye træer plantes. Men denne nye skov giver helt andre betingelser for planterne i skoven. Den nye skov består oftest udelukkende af bøgetræer eller nåletræer i lange lige rækker. Bøgetræer er ekstreme skyggetræer, som ikke lader andre planter vokse under sig, når løvet er sprunget ud. Selv når denne nye skov er ung, er der på grund af skygning fra træerne absolut ingen bundvegetation. Dette står i skarp kontrast til den gamle stævningsskov, hvor der er masser af bundvegetation og mange forskellige træarter imellem hinanden. Det skyldes både, at stævningsskoven er lysåben og meget gammel, men også at bundforholdene er meget varierede, da skoven ikke er drænet i samme grad som almindelige danske skove. Disse faktorer giver mange forskellige nicher, som kan opretholde populationer af mange forskellige planter.

## Planter i stævningsskovene
De ti hyppigst forekommende træarter i fynske stævningsskove er i rækkefølge:
- Almindelig Ask
- Almindelig Hassel
- Almindelig Hvidtjørn
- Almindelig Hyld
- Rød-El
- Selje-Pil
- Stilk-Eg
- Storbladet Elm
- Vild Kaprifolie
- Ær

I andre dele af landet findes der desuden:
- Abild
- Almindelig Avnbøg
- Almindelig Røn
- Engriflet Hvidtjørn
- Småbladet Lind

## Ordforklaringer
- agerløkke: et isoleret markstykke i ellers uopdyrket jord
- båndkæp: kæp (oftest af Hassel), der bruges til tøndebånd
- fægang: den hegnede vej, hyrden bruger, når kvæget skal til eller fra landsbyen
- gærdsel: kommer af samme ord som gærde; betegnede høsten af ungtræer og grene der f.eks. brugtes til rishegn, både de lange tynde rette stager der blev høstet ved stævning eller styning, og mindre grene (ris)
- indløkke: hegnet agerstykke i fællesjorden
- olden: frugterne af eg, bøg og hestekastanje
- styning: at topkappe træer for at skaffe gærdsel i en højde, kreaturerne ikke kan nå
- stød: den korrekte skovbrugsbetegnelse for en træstub
- toft: indhegnet fold tæt ved gården